# Newark (Illinois)
Newark è un villaggio degli Stati Uniti d'America, situato nello Stato dell'Illinois, nella contea di Kendall.